# Gare de Corcy
La gare de Corcy est une gare ferroviaire française de la ligne de La Plaine à Hirson et Anor (frontière), située sur le territoire de la commune de Corcy, dans le département de l'Aisne, en région Hauts-de-France.
Halte mise en service en 1893 par la Compagnie des chemins de fer du Nord.
C'est une halte voyageurs de la Société nationale des chemins de fer français (SNCF) desservie par des trains TER Hauts-de-France.

## Situation ferroviaire
Établie à 81 m d'altitude, la gare de Corcy est située au point kilométrique (PK) 87,270 de la ligne de La Plaine à Hirson et Anor (frontière), entre les gares de Villers-Cotterêts et de Longpont.
Elle est équipée de deux quais : le quai « 1 » dispose d'une longueur utile de 132 m pour la voie « 1 », le quai « 2 » d'une longueur utile de 157 m pour la voie « 2 ».

## Histoire
Il n'y a pas d'arrêt à Corcy, le premier arrêt intermédiaire étant Longpont, lorsque la Compagnie des chemins de fer du Nord ouvre à l'exploitation, le 2 juin 1862, la section de Villers-Cotterêts à Soissons de sa ligne de Paris à Soissons.
Ce n'est que le 22 novembre 1893 que le ministre des Travaux publics homologue le tableau des distances applicables à l'ouverture de la halte de Corcy. La Compagnie du Nord ouvre cette nouvelle halte, située entre les stations de Villers-Cotterêts et de Longpont, au transport des voyageurs, des bagages, des chiens, des articles de messagerie et des denrées.
Le 25 novembre 1899, a lieu l'affichage de l'homologation des distances pour l'ouverture de la halte au service de la petite vitesse, des marchandises expédiés par wagon complet, en provenance ou à destination du garage privé qui y est raccordé.

Galerie de photographies
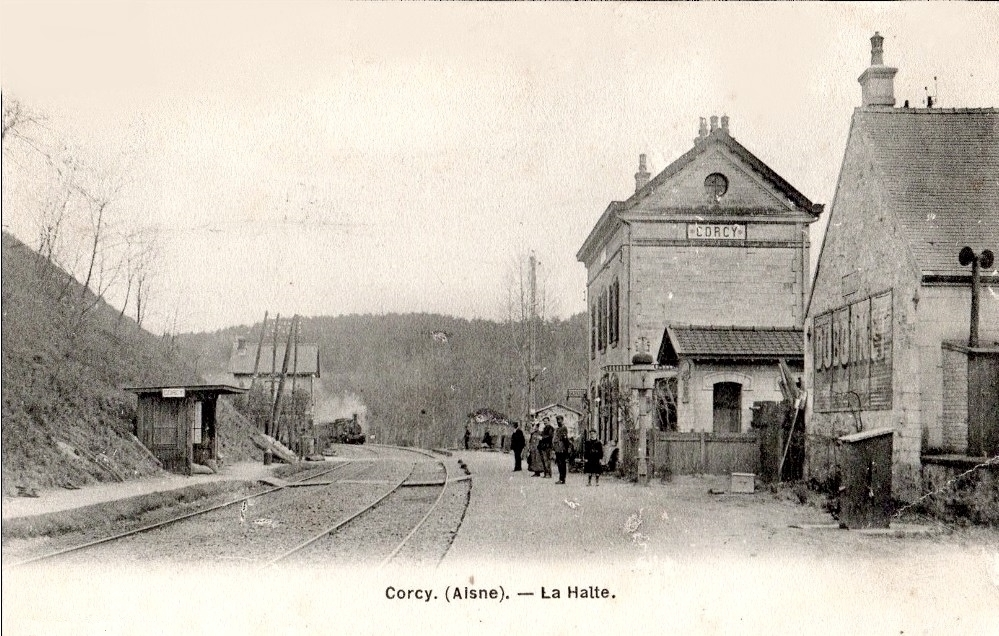
Arrivée d'un train à vapeur en provenance de Longpont vers 1910.
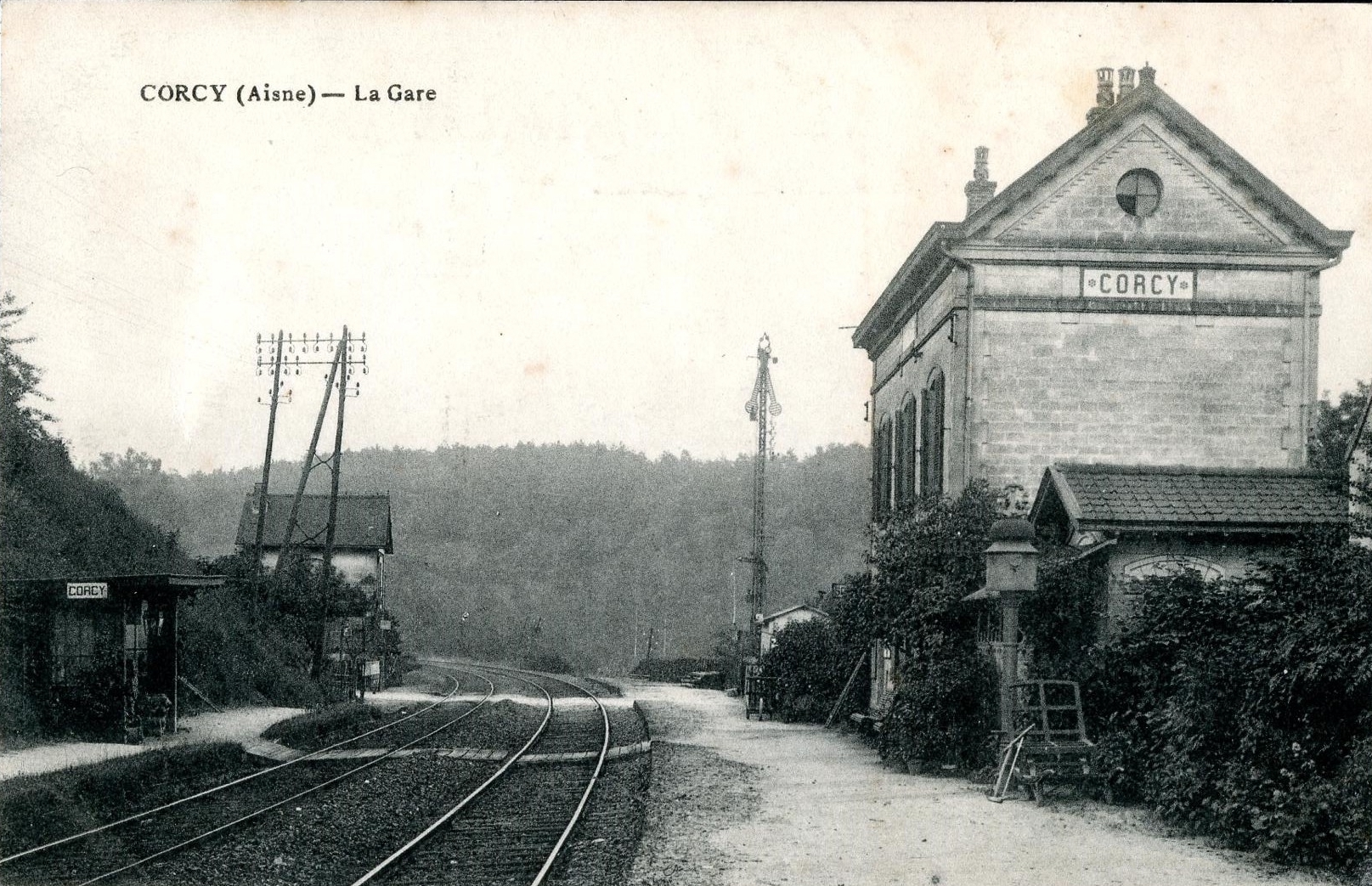
La gare vers 1920.
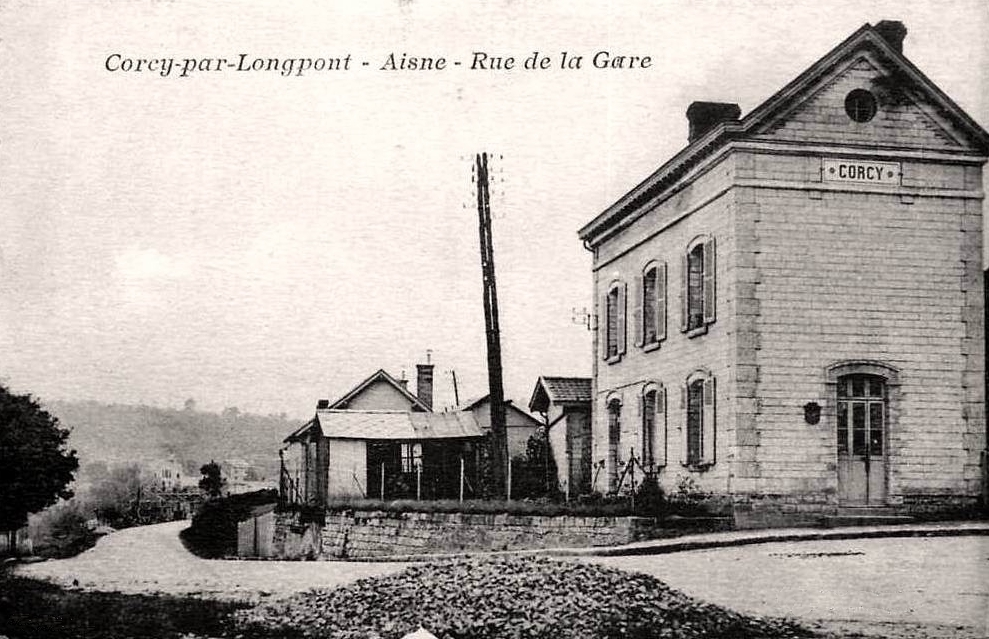
La gare vers 1920 côté rue.

## Fréquentation
De 2015 à 2023, selon les estimations de la SNCF, la fréquentation annuelle de la gare s'élève aux nombres indiqués dans le tableau ci-dessous.
| Année     | 2015 | 2016 | 2017 | 2018 | 2019 | 2020 | 2021 | 2022 | 2023 |
| --------- | ---- | ---- | ---- | ---- | ---- | ---- | ---- | ---- | ---- |
| Voyageurs | 529  | 102  | 7    | 0    | 0    | 3    | 2    | 3    | 30   |

## Service des voyageurs

### Accueil
Halte SNCF, c'est un point d'arrêt non géré (PANG) à accès libre.

### Desserte
Corcy est desservie par un aller-retour en train TER Hauts-de-France, omnibus, qui effectue une mission entre les gares de Crépy-en-Valois et de Laon uniquement le samedi.

### Intermodalité
Un parc pour les vélos et un parking pour les véhicules y sont aménagés.